# Hirondelle (Frankrijk)
Hirondelle is een Frans historisch merk van wapens en motorfietsen. Hirondelle is Frans voor "zwaluw".
De bedrijfsnaam was: Manufacture Française d’Armes et Cycles de Saint-Étienne, later Moteurs Hirondelle, Courbevoie, Seine (1914-1926.
Franse wapenfabriek die na de Eerste Wereldoorlog lichte motorfietsen met onder andere 198cc-zijklepmotoren bouwde. Volgens sommige bronnen waren de motorfietsen die onder de naam Hirondelle werden gebouwd in feite machines van Deronzière. Er was in elk geval een relatie tussen beide bedrijven.

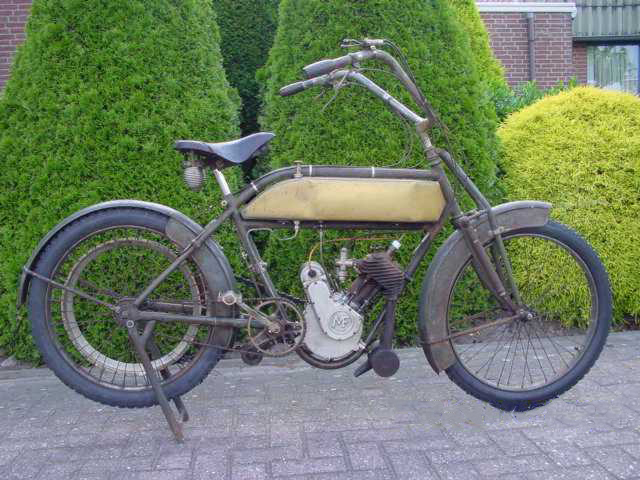
Hirondelle Model Legère zijklepper van 332 cc uit 1914

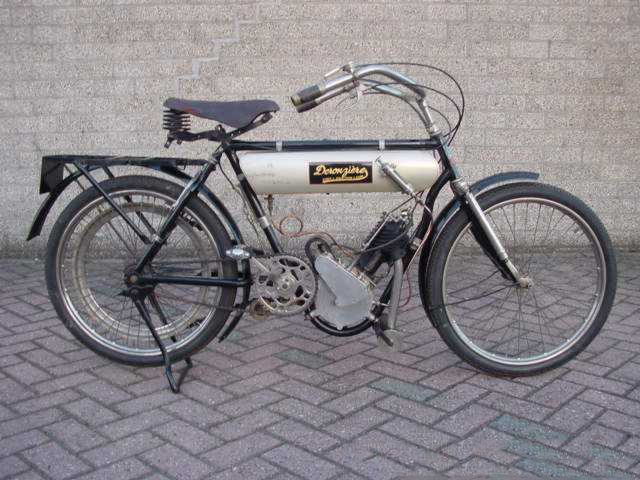
Deronzière Autocyclette 282 cc 1907